# Rhombentriakontaeder

3D-Ansicht eines Rhombentriakontaeders (Animation)

Netz eines Rhombentriakontaeders

Ein Rhombentriakontaeder ist ein catalanischer Körper und dual zum Ikosidodekaeder. Es ist auch der Hüllkörper, der durch die Vereinigungsmenge der Durchdringung eines Dodekaeders und Ikosaeders beschrieben wird. Man erhält auch ein Rhombentriakontaeder, indem man gerade Pyramiden auf ein Ikosaeder oder Dodekaeder aufsetzt, von denen je zwei Seitenflächen einander zu einer ergänzen.
Das Rhombentriakontaeder besitzt 30 rhombenförmige Flächen, 32 Ecken und 60 Kanten. An 12 der Ecken grenzen 5 Kanten und an die übrigen 20 Ecken grenzen 3 Kanten an. Das Längenverhältnis der Diagonalen der Rhombenflächen entspricht exakt dem Goldenen Schnitt.

## Verwandte Polyeder

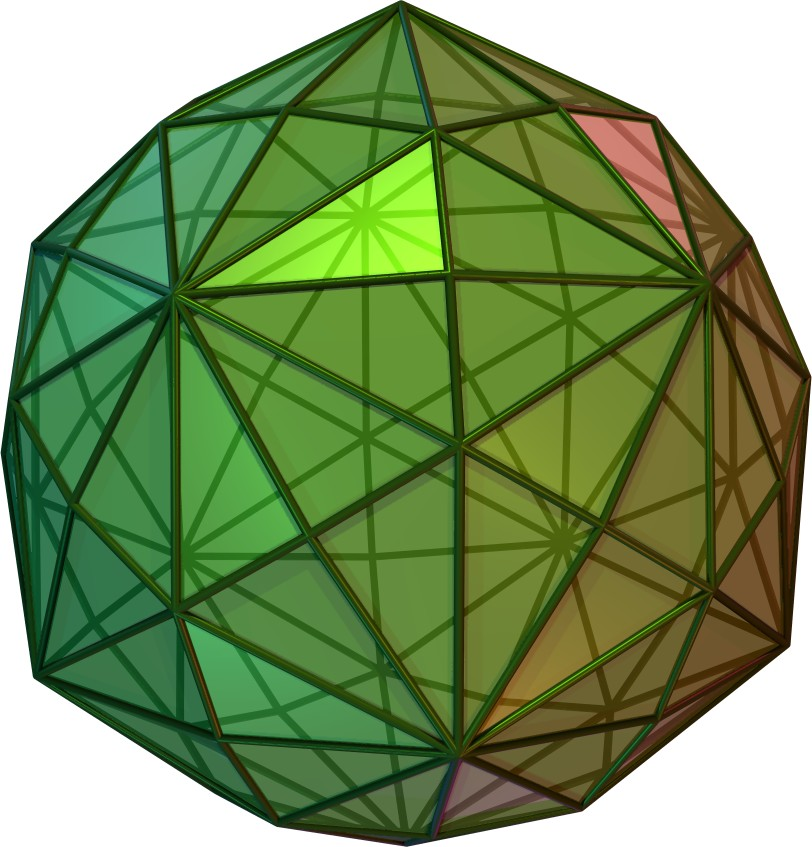
Hexakisikosaeder
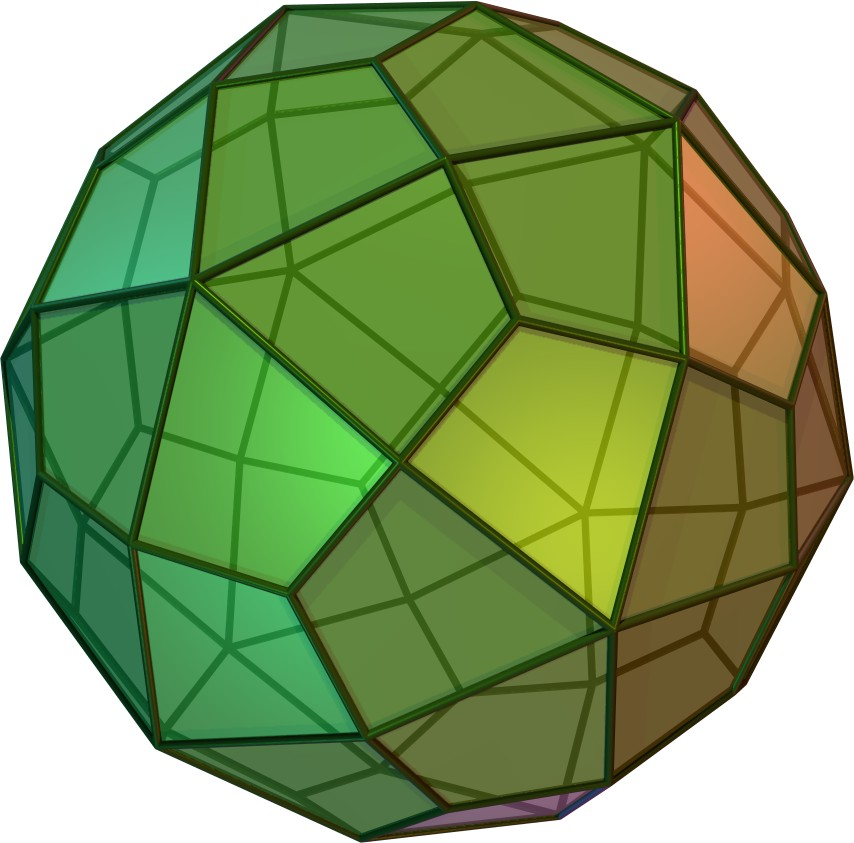
Deltoidalhexakontaeder

Werden auf die 30 Begrenzungsflächen des Rhombentriakontaeders Pyramiden mit den Flankenlängen {\displaystyle b} und {\displaystyle c\,(<b)} aufgesetzt, entsteht ein allgemeines Hexakisikosaeder, sofern folgende Bedingung erfüllt ist:
{\displaystyle {\frac {a}{10}}{\sqrt {50+10{\sqrt {5}}}}\,<b<\,{\frac {a}{10}}{\sqrt {70+2{\sqrt {5}}}}}
- Das spezielle Hexakisikosaeder mit gleichen Flächenwinkeln an den Kanten {\displaystyle a} und {\displaystyle b} entsteht, wenn {\displaystyle b={\frac {a}{2}}\,\left(3{\sqrt {5}}-5\right)} ist.
- Nimmt {\displaystyle b} den zuvor genannten maximalen Wert an, entartet das Hexakisikosaeder zu einem Deltoidalhexakontaeder mit den Kantenlängen {\displaystyle a} und {\displaystyle b}.

## Formeln
| Größen eines Rhombentriakontaeders | Größen eines Rhombentriakontaeders                                                           |
| ---------------------------------- | -------------------------------------------------------------------------------------------- |
| Volumen                            | {\displaystyle V=4a^{3}{\sqrt {5+2{\sqrt {5}}}}}                                             |
| Oberflächeninhalt                  | {\displaystyle A_{O}=12a^{2}{\sqrt {5}}}                                                     |
| Inkugelradius                      | {\displaystyle \rho =a\,{\sqrt {\frac {5+2{\sqrt {5}}}{5}}}}                                 |
| Kantenkugelradius                  | {\displaystyle r=\,{\frac {a}{5}}\left(5+{\sqrt {5}}\right)}                                 |
| Flächenwinkel = 144°               | {\displaystyle \cos \,\alpha =-{\frac {1}{4}}\left(1+{\sqrt {5}}\right)}                     |
| Sphärizität ≈ 0,96089              | {\displaystyle \Psi ={\frac {\sqrt[{3}]{9\,\pi \left(5+2{\sqrt {5}}\right)}}{3{\sqrt {5}}}}} |

| Größen der Rhomben                | Größen der Rhomben                                                                                 | Größen der Rhomben |
| --------------------------------- | -------------------------------------------------------------------------------------------------- | ------------------ |
| Flächeninhalt                     | {\displaystyle A={\frac {2}{5}}a^{2}{\sqrt {5}}}                                                   |                    |
| Inkreisradius                     | {\displaystyle r={\frac {a}{5}}{\sqrt {5}}}                                                        |                    |
| Lange Diagonale                   | {\displaystyle e=a\,{\sqrt {\frac {10+2{\sqrt {5}}}{5}}}={\frac {f}{2}}\left(1+{\sqrt {5}}\right)} |                    |
| Kurze Diagonale                   | {\displaystyle f=a\,{\sqrt {\frac {10-2{\sqrt {5}}}{5}}}}                                          |                    |
| Spitze Winkel (2) ≈ 63° 26′ 6″    | {\displaystyle \cos \,\alpha ={\frac {1}{5}}{\sqrt {5}}}                                           |                    |
| Stumpfe Winkel (2) ≈ 116° 33′ 54″ | {\displaystyle \cos \,\beta =-{\frac {1}{5}}{\sqrt {5}}}                                           |                    |

## Anwendungen
- In Rollenspielen wird das Rhombentriakontaeder als Würfel (W30) verwendet.

- Mit geeigneter Beschriftung der Flächen, z. B. je sechs Exemplaren der ersten fünf Standardwürfel-Punktanordnungen, kann das Rhombentriakontaeder als Karte der alternierenden Gruppe {\displaystyle A_{5}} verwendet werden. Man betrachtet dabei eine senkrecht stehende Raute, sowie die rechts und links davon befindlichen je zwei anderen, als derzeitige Permutation und kann mittels Rotation um die rechte oder linke Dreiergruppe als Generatoren die gesamte Gruppe aufspannen.